# 1287 هـ
1287 هـ هي سنة في التقويم الهجري امتدت مقابلةً في التقويم الميلادي بين سنتي 1870 و1871.

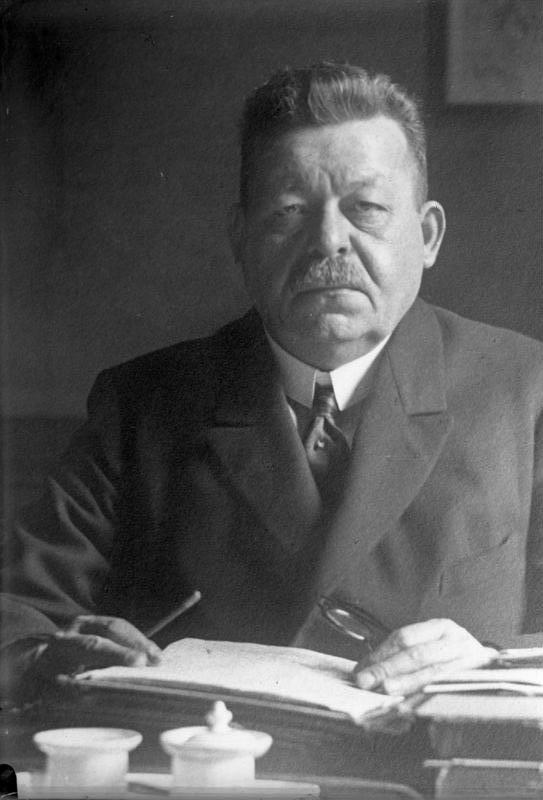
فريدريش إيبرت

## أحداث
- الأمام عبد الله بن فيصل يرسل رسالة نصية لحاكم آل رشيد بندر بن طلال آل رشيد.
- الأمير بندر بن طلال آل رشيد يقتل عمه متعب العبدالله الرشيد.
- الأمام عبد الله بن فيصل يرفض أي اجراءات من دولة آل رشيد.
- الأمام عبد الله بن فيصل يؤلف كتاب تركي وفيصل شجاعة وحياة.
- الأمام عبد الله بن فيصل يزور مكة المكرمة للحج والمدينة المنورة.
- الأمام عبد الله بن فيصل يأمر بهدم سور حول الرياض وبناء سور أكبر بدله.
- الأمير سعود بن فيصل يستسلم من الخرج والأفلاج ويغادر المنطقة إلى وادي الدواسر.
- الأمام عبد الله بن فيصل يحارب معركة ضد الأمير سعود بن فيصل وينهزم أمامه، ومن نتائج المعركة استيلاء سعود على مدينة الخرج والأفلاج.
- الأمام عبد الله بن فيصل يخوض معركة ضد أخيه الأمير سعود بن فيصل.

## مواليد
- سليمان الباروني
- طنطاوي جوهري
- أمير الشعراء أحمد شوقي
- الأمير عبد الله بن جلوي بن تركي آل سعود.
- الأمير فهد بن جلوي بن تركي آل سعود. توفي في عام 1359هـ.
- الأمير سعود بن جلوي بن تركي آل سعود. توفي وهو صغير.
- الأمير عبد العزيز بن جلوي بن تركي آل سعود. توفي في عام 1325هـ.
- رضا الواعظ
- عبدالله بن حسن آل الشيخ
- عثمان الديوه جي
- فريدريش إيبرت
- هنا كسباني

## وفيات
- بهاء الدين الرواس
- فلوجل
- أرماند بيير كوسان دي برسفال
- محمد بن هادي بن قرملة